# Akropolis von Kazarma

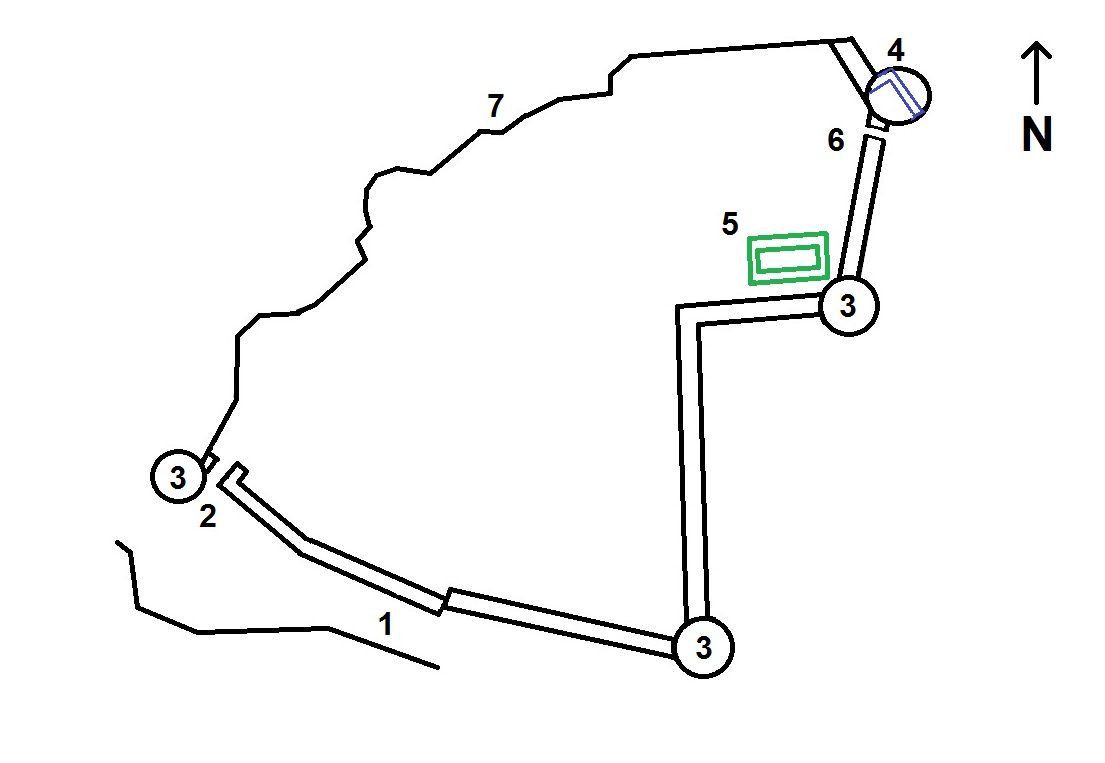
Übersichtsplan der Akropolis von Kazarma

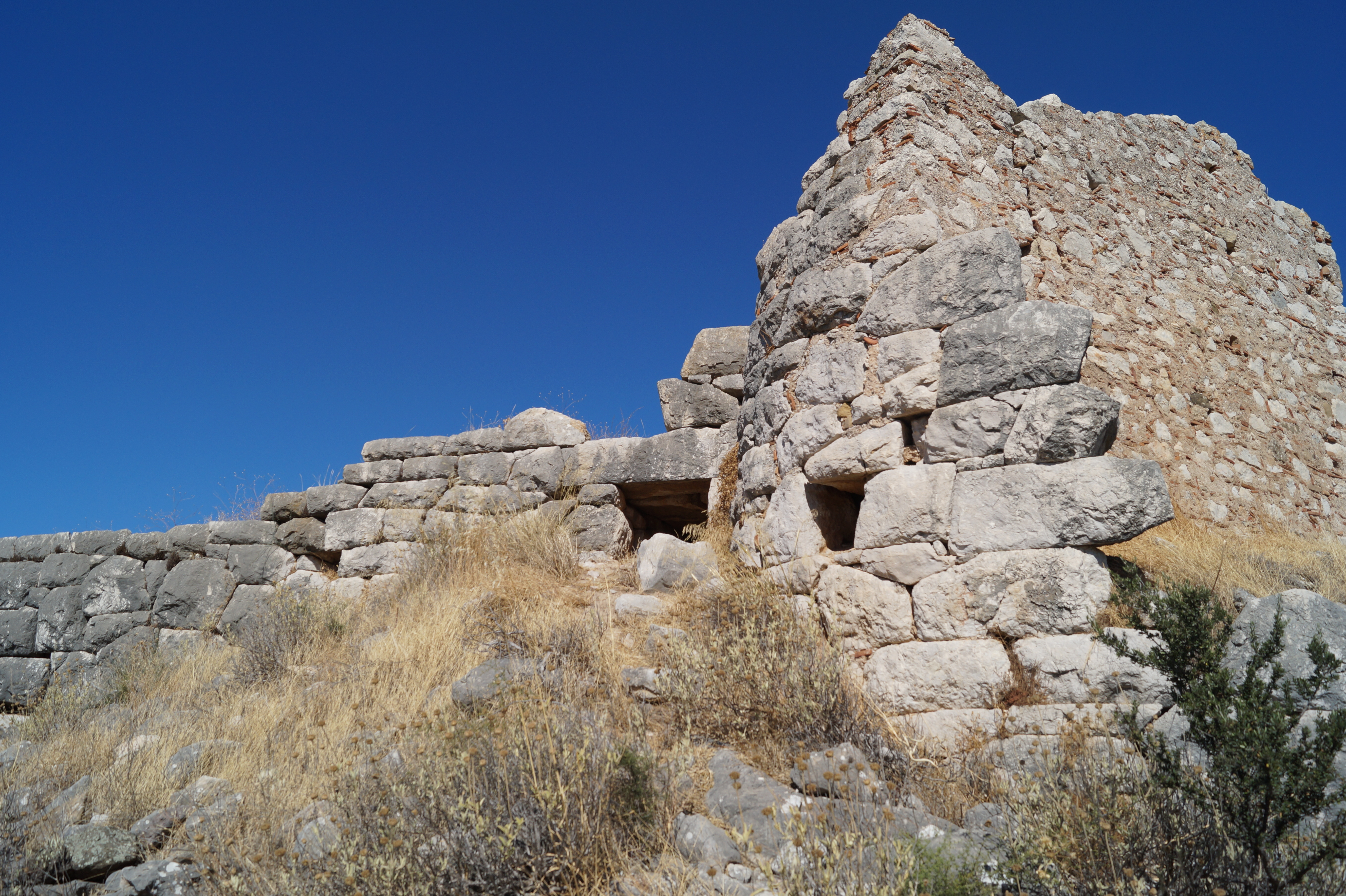
Ostturm mit fränkischem Umbau und Hintereingang

Die Akropolis von Kazarma (griechisch Ακρόπολη Καζάρμας) ist eine antike Befestigung in der Argolis. Im Mittelalter wurde die Burg Xerokastelli (griechisch Ξεροκαστέλι) genannt. Dieser Name war auch noch bei den Einheimischen bis ins 19. Jahrhundert in Gebrauch. Sie liegt südlich des Arachnaion-Gebirges, 400 m nördlich von Agios Ioannis, einem Ortsteil von Arkadiko, auf einem 280 m hohen Hügel. 2,5 km nordöstlich befindet sich die Festung Kastraki.

## Beschreibung
Die Burg ist mit etwa 3500 m² relativ klein und dehnt sich von Nord nach Süd etwa 70 m und von West nach Ost etwa 80 m aus. Nach Süden und Osten ist die Akropolis durch eine etwa 2,50 m dicke Mauer geschützt, die noch bis zu einer Höhe von 5,20 m erhalten ist. Ganz im Westen und Osten und an den beiden Ecken gab es insgesamt vier runde Türme. Im Nordwesten gab es nur eine dünne Mauer, da hier das Gelände sehr steil ist und deshalb von dieser Seite keine Gefahr drohte. Diese Befestigung ist in polygonalem Mauerwerk ausgeführt, das aus dem 5. oder 4. Jahrhundert v. Chr. stammt. Neben den beiden äußeren Türmen gab es jeweils einen Zugang. Das Haupttor im Südwesten war 2,40 m hoch und 0,90 m breit und hatte einen dreieckigen Türbögen. Eine Straße führte von Osten entlang der Südmauer über eine Rampe zum Vorplatz des Tores. Neben dem Ostturm gab es einen kleinen Hintereingang mit einem großen monolithischen Türsturz.
Innerhalb der Burg gibt es eine Konstruktion, die für gewöhnlich als Zisterne bezeichnet wird. Sie ist aus massiven kyklopischen Mauern errichtet und das Dach wird durch ein Kraggewölbe gebildet. In Mittelbyzantinischer Zeit (650–1204) wurde die Burg mit kleinen unbearbeiteten Steinen und Tonziegeln restauriert. So wurden zwei Türme erneuert und die Mauern repariert und erhöht. In fränkischer Zeit wurde auf den Ruinen des Ostturmes ein eckiger Turm errichtet. Am südlichen Abhang gibt es einige Überreste einer Siedlung. Als Ernst Curtius um 1850 Kazarma besuchte, erkannte er noch die Überreste eines Tempels und einer Wasserleitung. Am Hang südlich der Burg fand man Gebäude einer Siedlung.

## Geschichte
Der Name der Burg stammt aus dem Slawischen (bulg. Казарма) und bedeutet Kaserne und war der ursprüngliche Name des Ortes Agios Ioannis. Der Hügel war bereits von 3200 bis 1100 v. Chr. besiedelt. Einige mykenische Brücken, Reste von Straßen und das Tholosgrab von Kazarma zeigen, dass es zumindest in der Nähe eine mykenische Siedlung gab. Im 5. oder 4. Jahrhundert v. Chr. wurde hier vermutlich durch die Stadt Argos eine Burg errichtet. Möglicherweise handelt es sich um die bei Pausanias erwähnte Grenzfeste Lessa, die zwischen dem argolischen Land und Epidauros lag. Die Burg schützte die Straße von Nafplio nach Epidauros, die unmittelbar südlich des Hügels vorbeiführte. 
In Mittelbyzantinischer Zeit war die Burg erneut in Gebrauch. Nach der Eroberung der Peloponnes durch die Franken kam die Burg in den Besitz des Fürsts von Archäa, Gottfried I. von Villehardouin. Dieser belieh jedoch Otto de la Roche, den Herzog von Athen, mit der Argolis. Am 23. April 1358 belieh Robert von Tarent Niccolò Acciaiuoli für seine Verdienste mit der Kastellanei Korinth zu der neben acht weiteren Burgen auch Xerokastelli gehörte, als erbliche Baronie. 1377 wurde sie erstmals unter dem Namen Sorcastelli erwähnt. Bis zur Eroberung durch Mehmet II. im Jahre 1460 blieb sie im Besitz der Familie Acciaiuoli. Bei dieser Militäraktion wurde die Burg zerstört und so berichtet man 1467, dass Sero Castellia, wie sie nun genannt wurde, in Trümmern lag. Wahrscheinlich wurde sie ab dieser Zeit weder repariert noch weiter verwendet.